# Felix Hoppe-Seyler

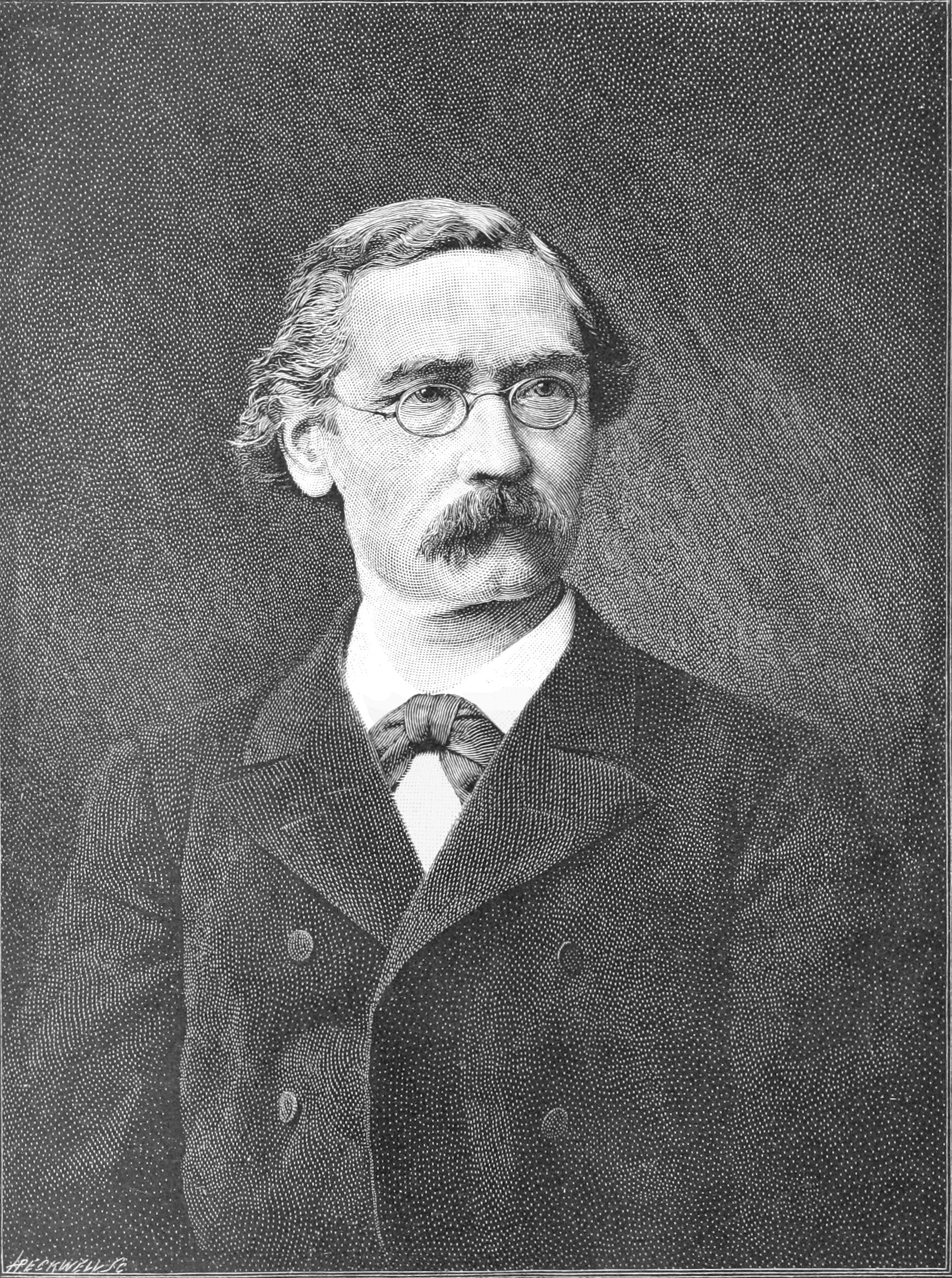
Felix Hoppe-Seyler

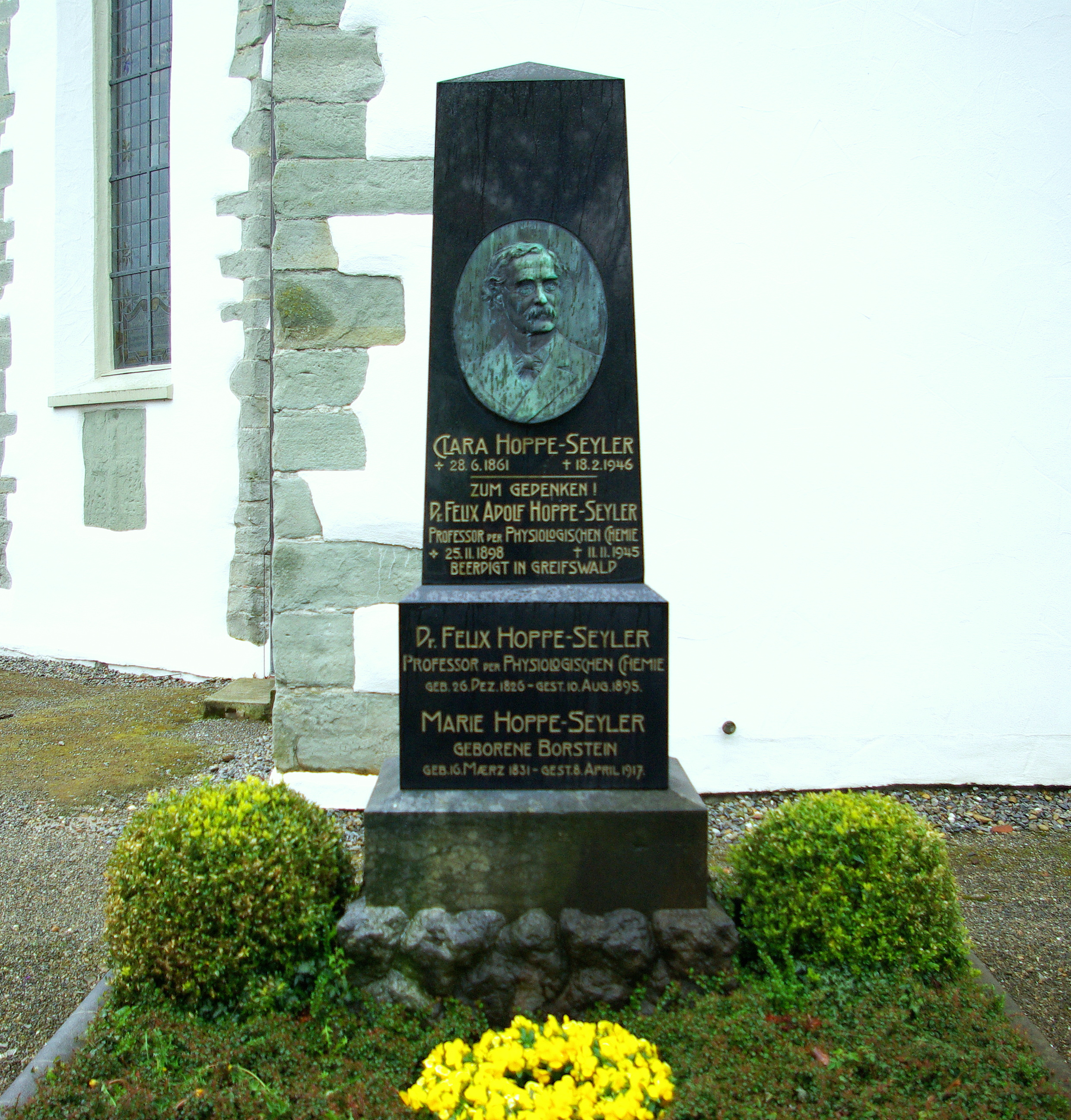
Grabmal von Felix Hoppe-Seyler (Friedhof bei der Sankt-Georgs-Kirche in Wasserburg am Bodensee)

Ernst Felix Immanuel Hoppe-Seyler – auch kurz Felix Hoppe genannt – (* 26. Dezember 1825 in Freyburg an der Unstrut; † 10. August 1895 in Wasserburg am Bodensee) war ein deutscher Arzt, Chemiker und Physiologischer Chemiker.

## Leben
Felix Hoppe, Sohn des Superintendenten Ernst Hoppe und der Friederike Nietzsch, wuchs als Waise bei seinem Schwager Georg Seyler, Enkel des Theaterdirektors Abel Seyler, auf. Er wurde 1864 von Seyler adoptiert und nahm aus Dankbarkeit den Namen Hoppe-Seyler an.
Hoppe-Seyler studierte ab 1846 Medizin an der Friedrichs-Universität Halle, der
Universität Leipzig, der Friedrich-Wilhelms Universität zu Berlin, der Prager Karls-Universität und der Universität Wien. Am 15. November 1850 wurde er in Berlin mit einer Arbeit Über die Struktur des Knorpels und Einiges über das Chondrin zum Dr. med. promoviert. Er praktizierte danach als Arzt und war 1852 bis 1854 Arzt am Arbeitshaus, beschäftigte sich aber weiter mit physiologisch-chemischer und medizinischer Forschung. 1854 wurde er Prosektor in Greifswald, wo er sich auch habilitierte. 1856 wurde er Assistent von Rudolf Virchow am Pathologischen Institut der Universität Berlin, wo er 1860 a.o. Professor wurde. 1858 hatte er Agnes Franziska Maria Borstein geheiratet. Hoppe-Seyler war ab 1861 Professor für angewandte Chemie an der Eberhard Karls Universität Tübingen und ab 1872 ordentlicher Professor für Physiologische Chemie an der Kaiser-Wilhelms-Universität Straßburg. In seinem Haus in Wasserburg am Bodensee erlag er mit 69 Jahren einem Schlaganfall.
Felix Hoppe-Seyler gilt als einer der Begründer der Physiologischen Chemie und Molekularbiologie. Er entdeckte die reversible Oxidation des Blutfarbstoffs, den er 1862 durch Kristallisation (wie sein Studienfreund Funke dies zuvor schon tat) isolieren konnte, und damit seine Rolle im Körper als Transporteur von Sauerstoff. Er gab ihm den Namen Hämoglobin. 1865 war ihm der Nachweis der Kohlenmonoxidvergiftung mittels Spektralanalyse des Blutes gelungen. 1869 entdeckte sein Schüler Friedrich Miescher die Nukleinsäuren als Nuklein in Hoppe-Seylers Tübinger Laboratorium.
Hoppe-Seyler gründete 1877 die Zeitschrift für Physiologische Chemie (auch bekannt als Hoppe-Seyler’s Zeitschrift für physiologische Chemie), die heute unter dem Titel Biological Chemistry erscheint.
Er hatte viele deutsche und ausländische Schüler, unter anderem Hans Thierfelder.
Die Deutsche Vereinte Gesellschaft für Klinische Chemie und Laboratoriumsmedizin vergibt Hoppe-Seyler zu Ehren den Felix-Hoppe-Seyler-Preis für besondere wissenschaftliche Leistungen und Verdienste auf dem Gebiet der Klinischen Chemie und Laboratoriumsmedizin.
2015 wurde in den Räumlichkeiten der ehemaligen Küche des Schlosses Hohentübingen vom Museum der Universität Tübingen der Museumsraum „Schlosslabor Tübingen. Wiege der Biochemie“ eingerichtet. Er thematisiert vor allem die Entdeckung der Hämoglobins an diesem Ort durch Hoppe-Seyler und die Entdeckung des Nukleins durch Miescher.

## Schriften

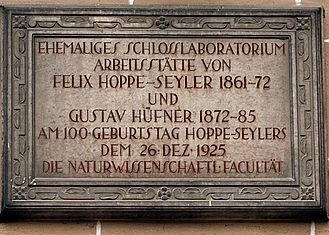
Gedenktafel am Tübinger Laboratorium, 1925 angebracht

- Handbuch der physiologisch und pathologisch-chemischen Analyse. 1858.
  - 8. Auflage. Hirschwald, Berlin 1909 (Digitalisat der Universitäts- und Landesbibliothek Düsseldorf).
- Ueber das Verhalten des Blutfarbstoffes im Spectrum des Sonnenlichtes. In: Virchows Archiv. Band 23, 1862, S. 446–449.
- Ueber die optischen und chemischen Eigenschaften des Blutfarbstoffs. In: Centralblatt für die medizinische Wissenschaft. 1864, Nr. 52 und 53.
- Physiologische Chemie, 4 Bände. 1877–1881.

## Herausgeber
- Zeitschrift für Physiologische Chemie (1877–1921)